# Vertigo Comics
DC Vertigo ook bekend als Vertigo Comics is een in 1993 opgerichte afdeling van de Amerikaanse comicbook-uitgeverij DC Comics die titels uitgeeft onder een eigen imprint. DC Vertigo is een stroming comics van de uitgever die zich vooral richt op oudere jongeren en volwassen lezers. Het staat de makers van hun titels vrij gedetailleerd geweld, drank- en drugsgebruik, suggestieve seksualiteit en andere meer voor volwassenen geschikte onderwerpen te gebruiken. Elke door DC Vertigo uitgegeven comic heeft een "Suggested for mature readers"-label op de cover.
Bekende namen die DC Vertigo onder andere al uitgaf (of nog steeds uitgeeft) zijn V for Vendetta, Hellblazer, Preacher, The Books of Magic, Sandman, 100 Bullets, Transmetropolitan en The Invisibles. Het merendeel van deze en andere DC Vertigo-titels zijn opgestart na de oprichting van de eigen tak van DC Comics. Animal Man, Doom Patrol, Hellblazer, Sandman, Shade, The Changing Man en Swamp Thing bestonden al als series van DC en zijn, inclusief nummering, meeverhuisd. De eerste comic die DC Vertigo als volledig eigen titel uitgaf was Death: The High Cost of Living nummer 1.
In 2019 werd aangekondigd dat DC Comics dit imprint in januari 2020 zou stopzetten. Dit maakte deel uit van een grotere reorganisatie waarbij alle reeksen in drie leeftijdscategorieën ingedeeld zouden worden. Daarmee verdween niet de inhoudelijke insteek achter de titels.